# Müllekoven

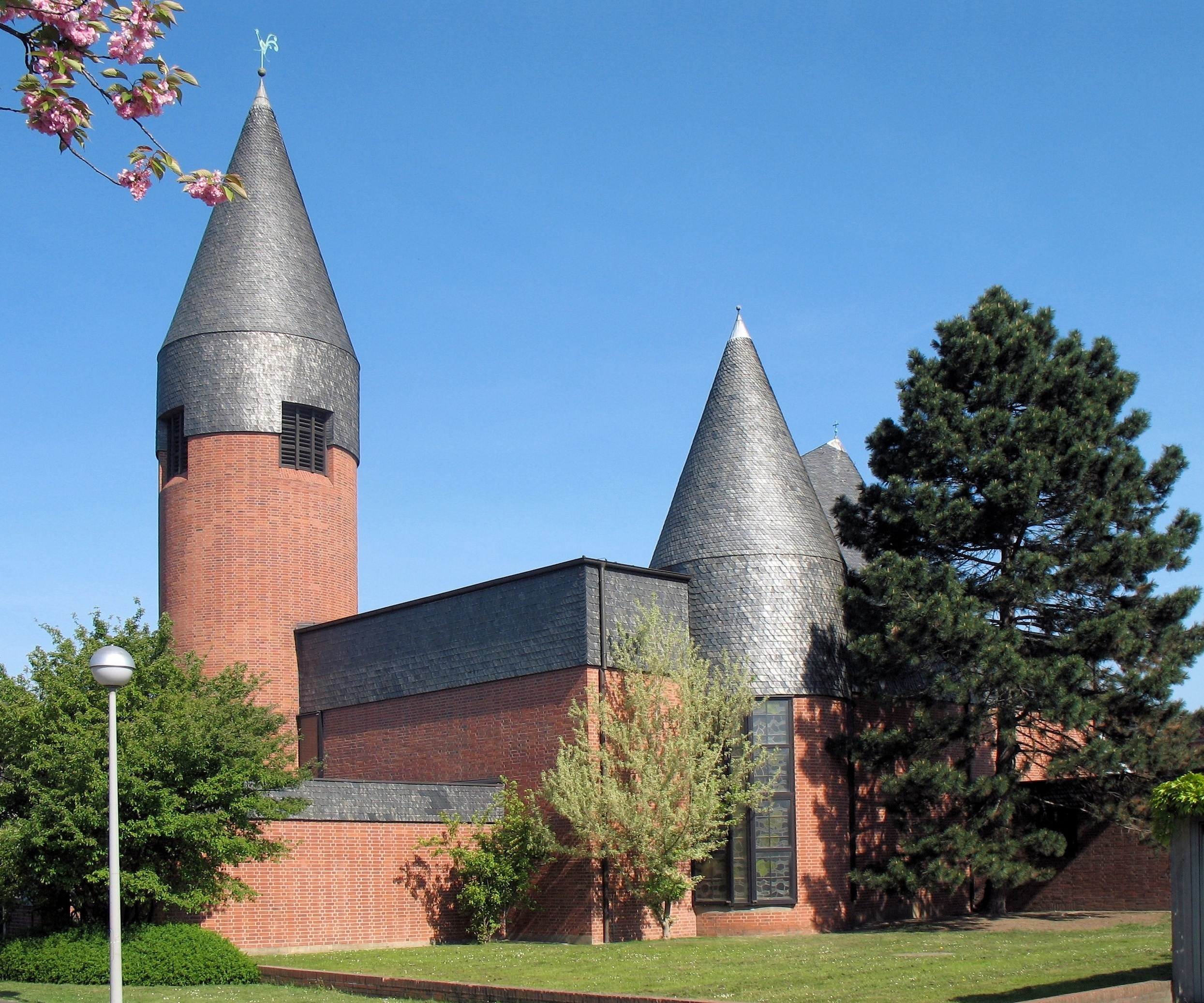
Filialkirche St. Adelheid von Gottfried Böhm

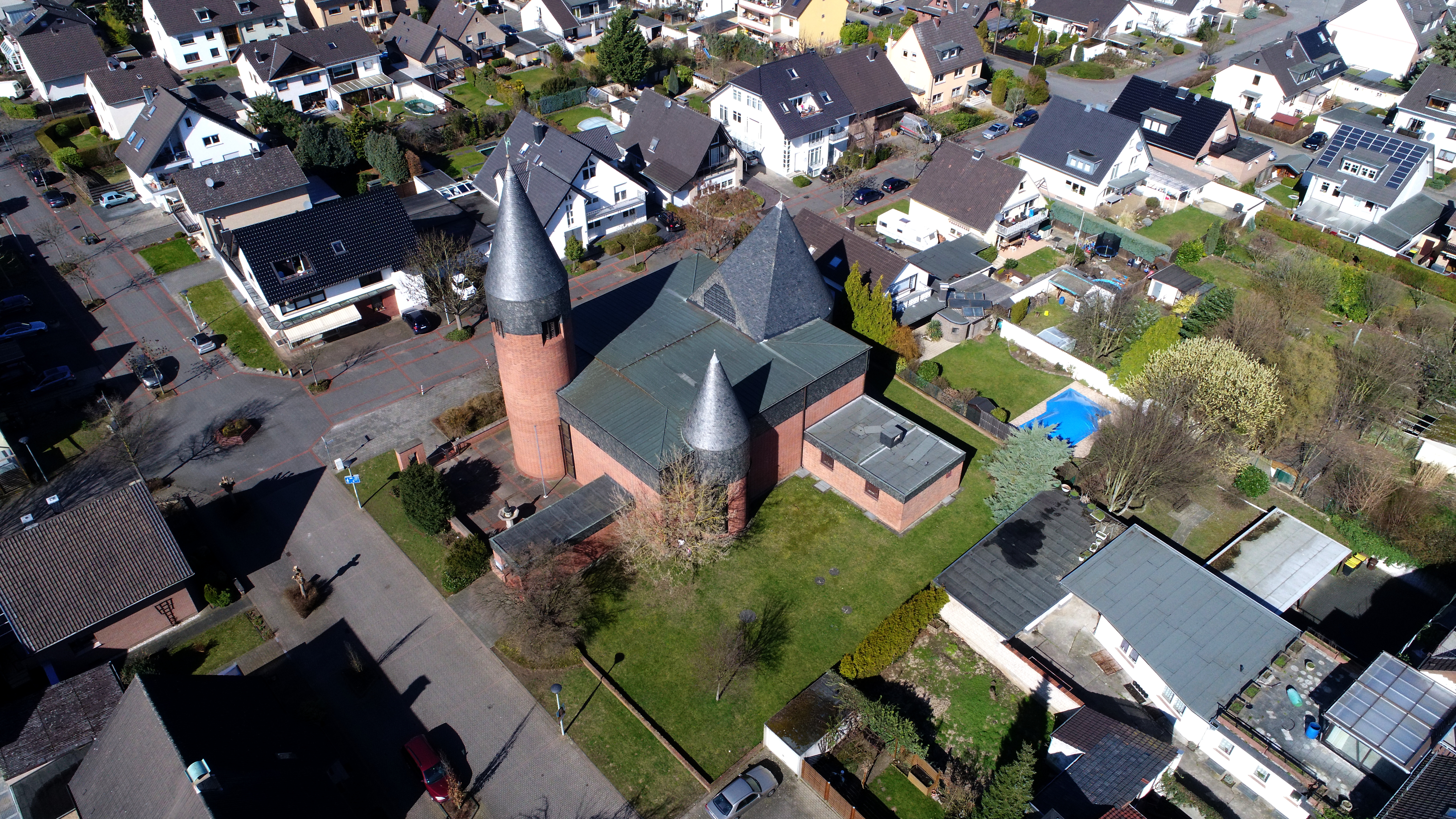
St. Adelheid

Müllekoven ist eine der zwölf Ortschaften von Troisdorf im nordrhein-westfälischen Rhein-Sieg-Kreis. Es ist der kleinste der Troisdorfer Stadtteile. Die dörfliche Struktur ist erhalten geblieben. 

## Geschichte
Erstmals taucht der Ort um 911 bis 918 in Besitzurkunden des Bonner Cassius-Stifts auf.
Im Ortskern befinden sich einige Fachwerkhäuser. Es handelt sich dabei unter anderem um Überbleibsel von zwei Adelsgütern, dem Leerodtschen Hof (später Knodderhof genannt) und dem Zweiffelshof, welche gemeinsam mit der untergegangenen Burg Müllekoven bis ins 16. Jahrhundert das Dorf dominierten. Durch eine Flussregulierung ist die Sieg etwa 500 Meter vom Ort entfernt worden.
Am 13. April 1945 wurde der Ort durch amerikanische Soldaten besetzt.
Müllekoven gehörte bis zum 1. August 1969 zur Gemeinde Sieglar und wurde dann mit Sieglar in die Stadt Troisdorf eingegliedert.  Der Ortsteil liegt unmittelbar an der Grenze zu Bonn und hat daher ebenso wie der Troisdorfer Stadtteil Bergheim die Bonner Vorwahl „0228“.

## Einwohner
1907 hatte Müllekoven 469 Einwohner. 2016 betrug die Einwohnerzahl 1845.

## Verkehr
1914 wurde die inzwischen stillgelegte Kleinbahn Siegburg–Zündorf an Müllekoven vorbeigeführt. Aktuell ist die Ortschaft über drei Buslinien 501, 551 und 552, welche nach Siegburg, Troisdorf, Niederkassel und Bonn fahren, an den ÖPNV angeschlossen.

## Sehenswürdigkeiten

### St.-Adelheid-Kirche
In den Jahren 1962 bis 1964 entstand nach Plänen des Kölner Architekten Gottfried Böhm die St.-Adelheid-Kirche, welche unter der Nummer 283 in der Liste der Baudenkmäler in Troisdorf verzeichnet ist.

### Fachwerkhäuser in Müllekoven
In Müllekoven findet man noch einige der für die Region typischen Fachwerkhäuser.

### Katholische Grundschule Müllekoven
Die Grundschule Müllekoven, 1913 erbaut, ist ein dreigeschossiges Gebäude im Herzen von Müllekoven. Sie wurde mehrfach erweitert, unter anderem 1960 und 1964. Heute gehört auch eine  Mehrzweckhalle zu dem Gebäudekomplex.